# Kauai amakihi
De kauai amakihi (Chlorodrepanis stejnegeri) is een zangvogel uit de familie van vinkachtigen (Fringillidae).

## Verspreiding
Hij is endemisch op het Hawaïaanse eiland Kauai.